# Адольф Бастіан
Адольф Бастіан (нар. 26 червня 1826, Бремен — 2 лютого 1905, Порт-оф-Спейн) був універсальною людиною XIX століття. Найкраще пам'ятають його за внесок у розвиток етнографії та антропології як дисципліни. Сучасна психологія зобов'язана йому, тому що завдяки його теорії «Елементарної уяви», Карл Густав Юнг розвинув теорію архетипів. Його ідеї вплинули на формування «батька американської антропології» Франца Боаса, і на думку про порівняльні міфології Джозефа Кемпбелла.

## Життєпис
Бастіан народився в Бремені, Німецькому союзі, у заможній німецькій купецькій родині. Він вивчав право в Гейдельберзькому університеті Рупрехта-Карла і біологію в Гумбольдтському університеті Берліна, Єнському університеті імені Фрідріха Шиллера і Вюрцбурзькому університеті. Саме тут він слухав лекції Рудольфа Вірхова і проявив інтерес до «етнології».Зорієнтувавшись на ліки, отримав Празький гранд в 1850 році.
Бастіан став лікарем на кораблі і почав восьмирічну подорож, яка дозволила йому побувати у всьому світі. У 1859 році він повернувся і написав популярний звіт про свої подорожі, який становив три томи, під назвою «Людина в історії» та який став одним із його найвідоміших робіт.
У 1861 році він здійснив чотирирічну поїздку в Південно-Східну Азію, завдяки якій написав працю в шести томах «Люди Східної Азії». Протягом наступних восьми років Бастіан залишився на території Північнонімецького Союзу, де він брав участь у створенні кількох ключових етнологічних установ в Берліні. Він завжди був пристрасним колекціонером і його внесок у Королівський музей Берліна складав велику частину. Музей Народного Мистецтва був заснований в основному в результаті внесків Бастіана. Його колекція етнографічних артефактів стала однією з найбільших у світі в найближчі десятиліття. Він також разом із Рудольфом Вірхова організував етнологічне товариство в Берліні. У цей період він також був головою Королівського географічного товариства Німеччини. Серед тих, хто працював під його керівництвом в музеї був молодий Франц Боас, який пізніше заснував американську школу етнології.
У 1870 році Бастіан залишив Німецьку імперію і почав подорожував по Африці, а також в Новому Світі.
Помер у Порт-оф-Спейні, Тринідад і Тобаго, під час однієї з подорожей в 1905 році.

## Роботи та ідеї
Бастіан згадується, як один з піонерів концепції «психічного єдності людства» — ідеї, що всі люди поділяють основні ментальні рамки. Це стало основою в інших формах структуралізму XX століття Він також стверджував, що світ був поділений на різні «географічні провінції», і що кожна з цих провінцій, переміщується через ті ж етапи еволюційного розвитку.
Бастіан вкрай вороже ставився до теорії еволюції Дарвіна, тому що фізична трансформація видів ніколи не спостерігалася емпірично[джерело?]. Крім того, він більше переймався документуванням незвичайних цивілізацій, перш ніж вони зникли (імовірно в результаті контакту із західною цивілізацією), ніж жорсткого застосування наукових спостережень. У результаті, мала місце критика стосовно його роботи через неструктурованість.

## Психологічна єдність людства
Стверджуючи про «психічну єдність людства», Бастіан запропонував простий проєкт для довгострокового розвитку науки про людську культуру і свідомість, засновану на цьому понятті. Він стверджував, що психічні акти всіх людей у цілому світі на планеті є продуктами фізіологічних механізмів, характерних для людських видів (те, що сьогодні ми могли б назвати генетичним навантаженням на організації та функціонуванні нейроендокринної системи людини). Кожен людський розум успадковує додаток «елементарних ідей». Отже, уми всіх людей, незалежно від їх раси або культури, діють таким же чином.
Бастіан вважав, що об'єктом дослідження є не вивчення індивідуального, а скоріше, «народної ідеї» або «колективного розуму» того чи іншого народу.
Бастіан думав, що чим більше вивчаєш різні народи, то бачиш, що історично зумовлені «народні ідеї» мають другорядне значення в порівнянні з універсальними «елементарними ідеями».
Бастіан вважав, що «елементарні ідеї» повинні бути реконструйованими науково «народними уявленнями», як різні форми колективних уявлень. Через те, що ніхто не може дотримуватися колективних уявлень, як такого, Бастіан відчував, що етнографічний проект повинен пройти через серію з п'яти аналітичних кроків.
1. Польові роботи: Емпіричний опис міжкультурних даних (сам Бастіан провів більшу частину свого дорослого життя серед неєвропейських народів).
2. Аналіз колективних уявлень: Із міжкультурних даних ми описуємо колективні уявлення в тому чи іншому суспільстві.
3. Аналіз народних уявлень: Колективні уявлення розбиваються на складові народних ідей. Географічні регіони часто мають схожі моделі народних уявленнь — він назвав їх «Ідеями кола», які є колективними уявленнями окремих регіонів.
4. Аналіз елементарних ідей: Схожість між народними уявленнями і моделями народних уявлень різних регіонів вказують на основоположні елементарні ідеї.
5. Застосування наукової психології: Вивчення елементарних ідей визначає психологічну єдність людства, яке пов'язане з основною психофізіологічної структури виду.